# Референдум щодо членства Хорватії в Європейському Союзі (2012)

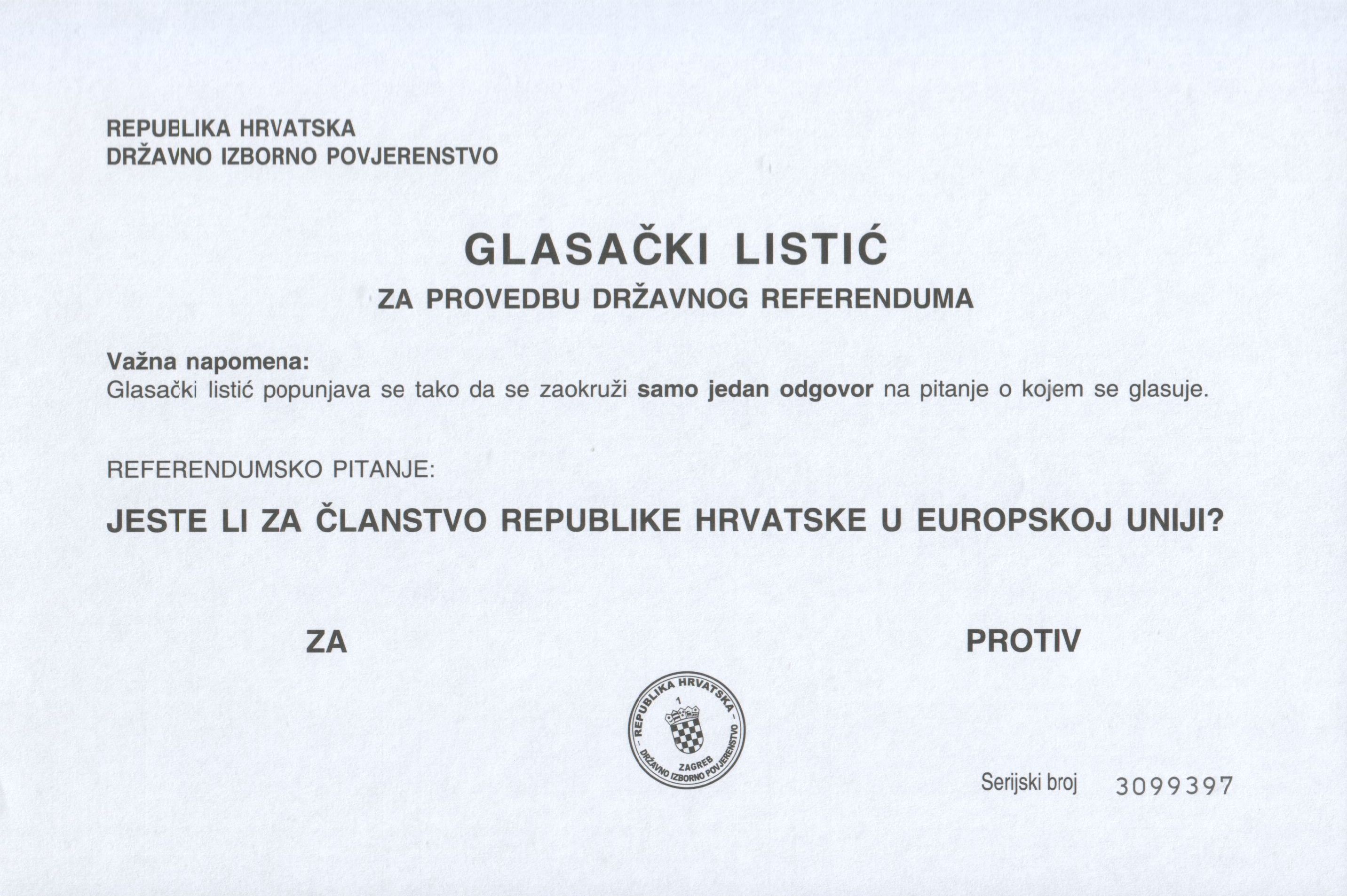
Бюлетень із єдиним запитанням: «Чи ви за членство Республіки Хорватії у Європейському Союзі?»

Референдум щодо вступу Хорватії до Європейського Союзу відбувся 22 січня 2012 року. Цьому безпосередньо передували дві події: завершення переговорів щодо приєднання Хорватії до ЄС (30 липня 2011 року) і підписання договору про приєднання (9 грудня 2011 року). 23 грудня 2011 року Парламент Хорватії затвердив рішення про вступ до ЄС, а також призначив дату референдуму з цього питання. Цей референдум є другим в історії країни після референдуму щодо незалежності 1991 року.

## Результати
Явка становила 43,51 %, з яких дві третини (66,27 %) висловилися за приєднання Хорватії до ЄС і одна третина (33,13 %) — проти. В усіх регіонах країни більшість склали прихильники ЄС.
| 66,27 % | 33,13 % |  |
| За      | Проти   |  |

В усіх регіонах країни більшість склали прихильники ЄС.
Так 55%-60%
Так 60%-65%
Так 65%-70%
Так 70%-75%
Так >75%

Це означає, що 1 липня 2013 року Хорватія стане повноправним членом Європейського Союзу.